# 王士珍 (攝影師)
王士珍（1909年—1987年），男，已故上海电影制片厂攝影師，江苏吴县人，戰後遷往台灣，中国电影摄影艺术家，代表作有塞上风云。

## 生平
出生于江蘇蘇州吳縣，遷居上海，於中国电影制片厂任職拍攝了中國電影製片廠拍摄了《保卫我们的土地》《热血忠魂》和《八百壮士》等作品，其代表作品為塞上风云，中國第一位留美的攝影師。
- 1945年他赴美深造，先后在二十世纪福克斯、派拉蒙、米高梅等影片公司参观、见习，学习了一些先进的摄影技术。1947年他携带一批精良器材回国，任農教副厂长，由于当时国民党不重视农业教育事业，该厂始终未能投产拍片。
- 攝影老師是天一影片公司的郑崇兰。
- 其在1931年從上海製片廠轉到明星電影公司（1922年3月成立於中國上海市）拍片時多次與程步高導演合作，從默片到有聲片，拍攝總共三十多部作品，《 恶梦初醒》中培養任摄影助理林赞庭等後輩。
- 拍電影時使用的攝影機為35mm Mitchell Standard。
- 曾於中央電影事業股份有限公司拍攝「梅」，該片中影公司臺中製片成立後的第一部影片，由王方曙編劇、宗由導演、王士珍攝影
- 1987年05月21日病逝於台灣。

## 作品
- 玉人永別 (1931)
- 春蠶 (1933)
- 滿江紅 (1933)
- 女兒經 (1934)
- 鄉愁 (1934)
- 兄弟行 (1935)
- 夜來香 (1935)
- 夜會 (1936)
- 金剛鑽 (1936)
- 小玲子 (1936)
- 八百壯士 (1938)
- 塞上風雲 (1940)
- 惡夢初醒 (1951)
- 嘉禾生春 (1953)
- 梅崗春回 (1955)
- 夜來香 (1957)